# Schusterkaspar

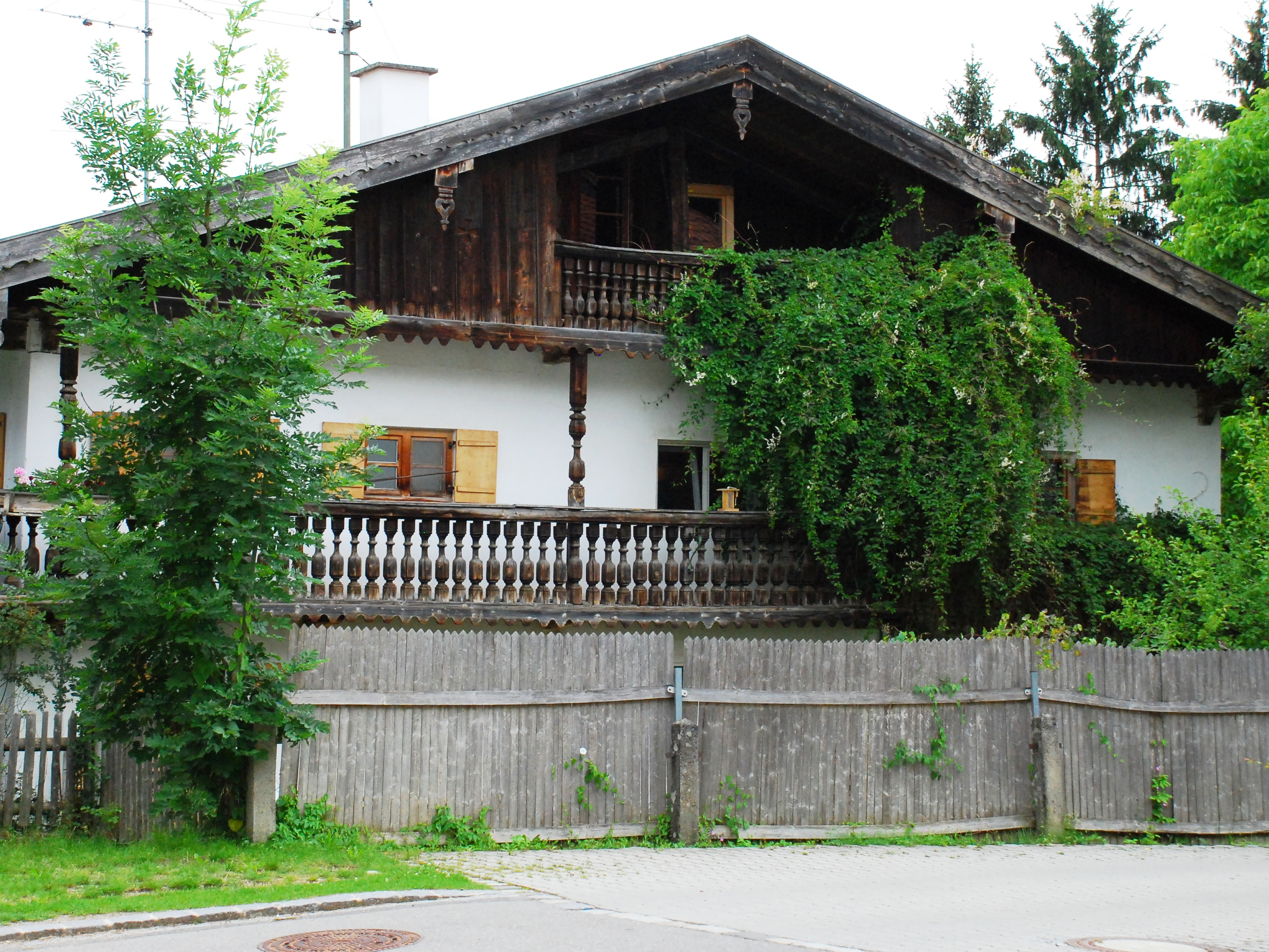
Haus Schusterkaspar in Aying

Das Bauernhaus Schusterkaspar in Aying, einer oberbayerischen Gemeinde im Landkreis München, wurde Ende des 18. Jahrhunderts errichtet. Die kleine Einfirsthof an der Unteren Dorfstraße 4 ist ein geschütztes Baudenkmal.
Der zweigeschossige Flachsatteldachbau mit verputztem Wohnteil besitzt Balusterlauben und am Wirtschaftsteil Bundwerk.